# Clayton Keller
Clayton Keller (ur. 29 lipca 1998 w Chesterfield, Missouri, Stany Zjednoczone) – hokeista amerykański, gracz ligi NHL, reprezentant Stanów Zjednoczonych.

## Kariera klubowa
- Boston University (2013 – 26.03.2017)
  -  U.S. National Team (2014 – 2016)
- Arizona Coyotes (26.03.2017 –

## Kariera reprezentacyjna
- Reprezentant USA na MŚJ U-18 w 2015
- Reprezentant USA na MŚJ U-18 w 2016
- Reprezentant USA na MŚJ U-20 w 2017
- Reprezentant USA na MŚ w 2017

## Sukcesy
Reprezentacyjne
- Złoty medal z reprezentacją USA na MŚJ U-18 w 2015
- Brązowy medal z reprezentacją USA na MŚJ U-18 w 2016
- Złoty medal z reprezentacją USA na MŚJ U-20 w 2017

Indywidualne
- Debiutant miesiąca NHL – październik 2017, marzec 2018
- Występ w Meczu Gwiazd NHL w sezonie 2018-2019